# Тиффани Кларк
Тиффани Кларк (англ. Tiffany Clark, род. 18 марта 1961, Лос-Анджелес, Калифорния) — бывшая американская порноактриса, лауреатка премии AVN Awards, член зала славы AVN.

## Биография
Родилась 18 марта 1961 года в Лос-Анджелесе. Дебютировала в порноиндустрии в 1979 году, сразу после достижения 18-летия, снявшись в фильме Pinck Champagne. Снималась как в гетеросексуальных, так и в лесбийских хардкорных секс-сценах.
Снималась для таких студий, как Metro, Western Visuals, VCA Pictures, Vivid, Caballero, Command Cinema, Video X Pix, Bizarre, Blue Vanities, Harmony Vision, TGA Video, Arrow/AFV и другие.
Кроме съёмок, также позировала в качестве эротической фотомодели, снявшись для обложек журналов Partner Sex Stars (зима 1982 года) и Video X (июнь 1983 года).
В 1984 году стала одной из первых порноактрис, получивших премию AVN Awards на первой церемонии вручения, выиграв за работу в фильме Hot Dreams награды в категориях «лучшая актриса второго плана» и «лучшая парная сцена» (вместе с Майклом Брюсом).
Год спустя, в 1985 году, снялась в фильме Hot Rockers, который также стал единственным, для которого Тиффани выступила в качестве сорежиссёра и сопродюсера.
Ушла из индустрии в 1997 году, снявшись в 95 фильмах. В 2002 году была введена в Зал славы AVN.

## Награды
| Год  | Церемония  | Результат | Номинация                    | Работа     |
| ---- | ---------- | --------- | ---------------------------- | ---------- |
| 1984 | AVN Awards | Победа    | Лучшая актриса второго плана | Hot Dreams |
| 1984 | AVN Awards | Победа    | Лучшая парная сцена          | Hot Dreams |
| 2002 | AVN Awards | Победа    | Зал славы AVN                | н/д        |

## Избранная фильмография
- Angel Buns[12],
- Babe[13],
- Centerfold Fever[14],
- Dallas School Girls[15],
- Fantasy Follies 2[16],
- Ginger[17],
- Hot Dreams[9],
- Mascara[18],
- Oui Girls[19],
- Pandora’s Mirror[20],
- Sexcapades[21],
- Twilight Pink[22].